# 圣于连皮拉韦兹
圣于连皮拉韦兹（法語：Saint-Julien-Puy-Lavèze，法語發音：[sɛ̃ ʒyljɛ̃ pɥi lavɛz]），法国中部市镇，位于奥弗涅-罗讷-阿尔卑斯大区多姆山省，隶属于伊苏瓦尔区，其市镇面积为29.09平方公里，2022年1月1日时人口数量为363人，在法国城市中排名第19,762位。
圣于连皮拉韦兹位于多姆山省西部，是一个区域性的公路枢纽，A89高速公路和多条公路在此交汇，拉克耶火车站亦位于其市镇范围内。

## 地名来源
“Saint-Julien”一名最初于公元1282年以拉丁语“Sanctus Julianus”的形式被记载，该名称出自天主教人物布里尤德的朱利安；“Puy-Lavèze”一名则最初于公元1315年以“Podium Alavèze”的形式被记载，该名称曾在18世纪被改写为“Puylaveize”，可能与其附近的山地有关。
圣于连皮拉韦兹所在区域历史上曾通行奥克语奥弗涅方言，但当地历史上曾使用的奥克语名称尚缺乏记载。

## 历史
根据当地官方网站的论述，圣于连皮拉韦兹于1791年由Saint-Julien和Puy-Lavèze两地合并而成；而根据社会科学高等学院的记载，当地1801年时曾一度使用“Saint-Julien-Puylaveize-Messeix”作为其官方名称，其中默塞现为一个独立的市镇。
- 圣于连于公元13世纪时被记载，此前，该区域的领主曾加入医院骑士团并前往圣地[3]。中世纪末，圣于连被设立为“St Julien de Feix”堂区[3]。
- 皮拉韦兹于公元14世纪被记载，彼时该地为佩绍内领主（seigneurie de Préchonnet）的一处领地，后拉皮韦兹几经转手。宗教战争期间，皮拉韦兹长期被天主教联盟控制[3]。18世纪时，一条横穿法国中央高原的道路逐渐形成，皮拉韦兹成为该道路的一个驿站[3]。18世纪70年代，当地曾爆发饥荒[3]。

法国大革命后，圣于连皮拉韦兹成为多姆山省的一个市镇。1868年，位于圣于连皮拉韦兹境内的拉克伊火车站建成通车，其车站附近亦形成街区。第二次世界大战期间，圣于连皮拉韦兹境内出现抵抗运动组织，后于1944年遭到盖世太保搜查及捣毁。20世纪90年代，途径圣于连皮拉韦兹的A89高速公路分段建成通车，该公路在圣于连皮拉韦兹设有一处出入口。2015年，拉克耶火车站关闭。2017年，圣于连皮拉韦兹由克莱蒙费朗区划入伊苏瓦尔区。

## 地理

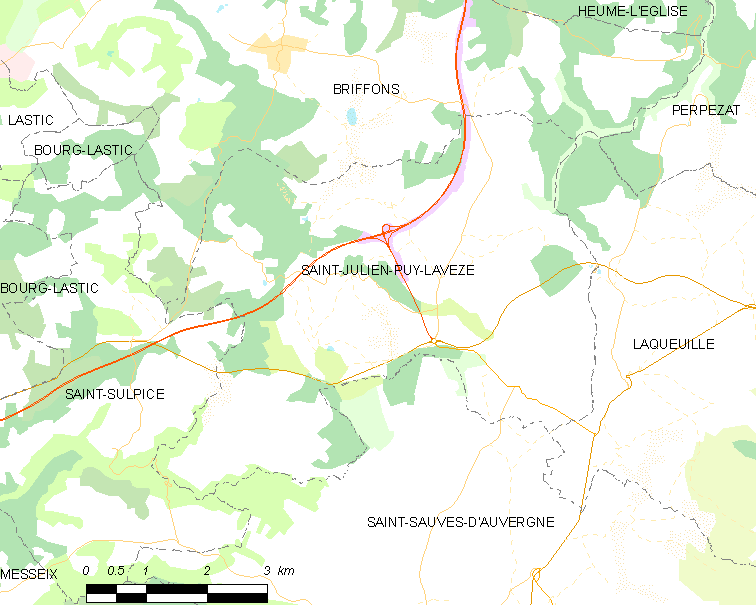
圣于连皮拉韦兹市镇范围地图

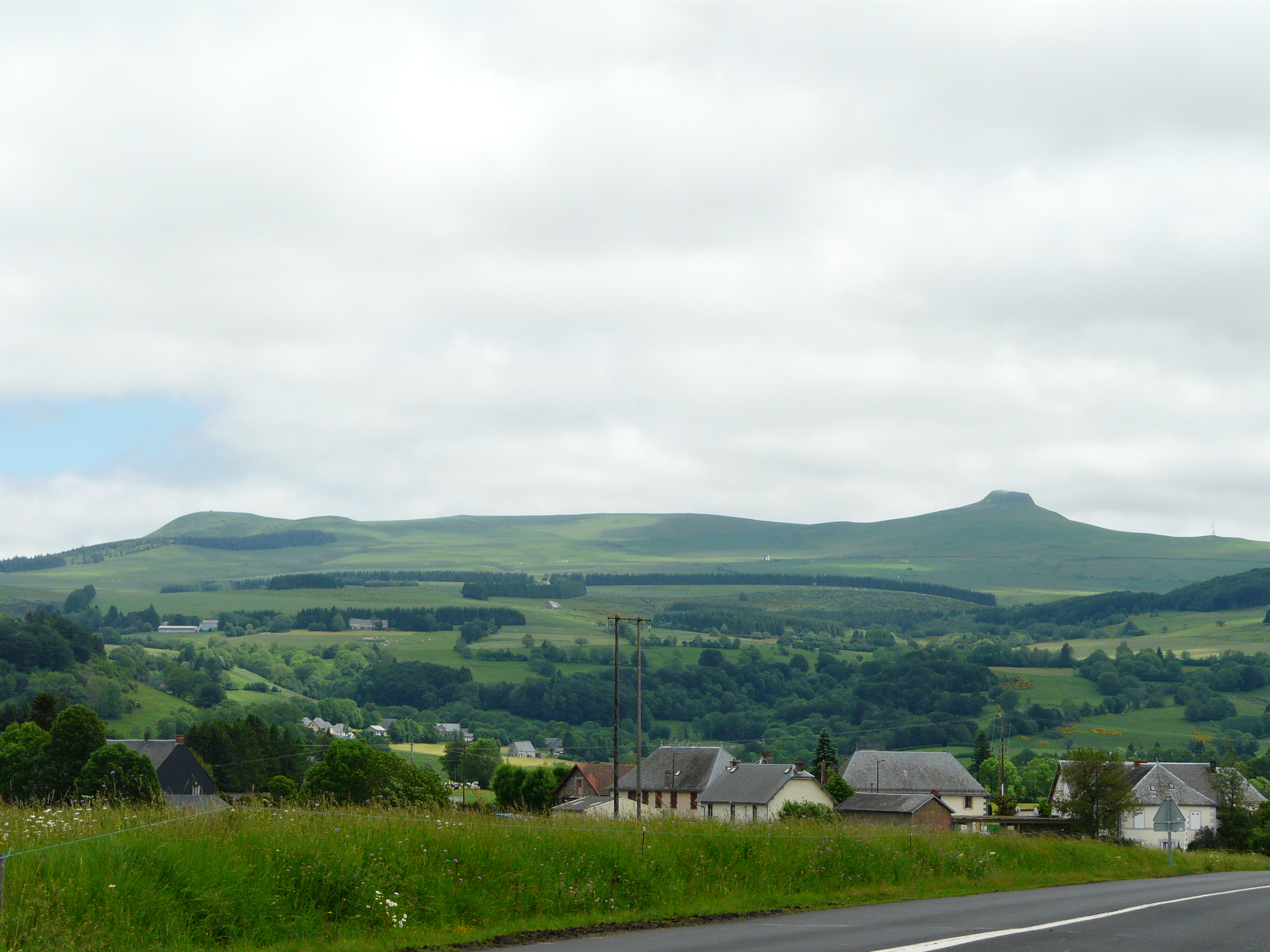
圣于连皮拉韦兹附近的自然景观

圣于连皮拉韦兹位于法国中部，奥弗涅-罗讷-阿尔卑斯大区西部和多姆山省西部，距离省会克莱蒙费朗大约44公里。与圣于连皮拉韦兹接壤的市镇包括：布里丰、拉克耶、奥弗涅地区圣索夫、圣叙尔皮斯。

### 地形
圣于连皮拉韦兹位于法国中央高原腹地，孔布拉耶与谢讷德皮之间，境内以缓丘为主，市镇中心位于一处丘陵地带，南侧地势相对平坦，全境海拔在794到978米之间。

### 水文
圣于连皮拉韦兹位于加龙河和卢瓦尔河两大流域的分界岭地带，加龙河水系的克利达讷河自东北向西南流经市镇范围北部；卢瓦尔河水系的米尤兹河（Miouze）则自南向北流经市镇范围东界。

### 植被
圣于连皮拉韦兹属于温带阔叶混交林区，林地散落分布于市镇范围内的多个区域。
在鲜花城市的评比中，圣于连皮拉韦兹暂未被评级。

### 气候
圣于连皮拉韦兹在柯本气候分类法中属于带有温带海洋性气候特征的山地气候。
距离圣于连皮拉韦兹最近的常年气象站位于圣叙尔皮斯境内，以下为该气象站的数据（其中日照数据取自克莱蒙费朗）：
| 圣叙尔皮斯 1931年－2021年 | 圣叙尔皮斯 1931年－2021年 | 圣叙尔皮斯 1931年－2021年 | 圣叙尔皮斯 1931年－2021年 | 圣叙尔皮斯 1931年－2021年 | 圣叙尔皮斯 1931年－2021年 | 圣叙尔皮斯 1931年－2021年 | 圣叙尔皮斯 1931年－2021年 | 圣叙尔皮斯 1931年－2021年 | 圣叙尔皮斯 1931年－2021年 | 圣叙尔皮斯 1931年－2021年 | 圣叙尔皮斯 1931年－2021年 | 圣叙尔皮斯 1931年－2021年 | 圣叙尔皮斯 1931年－2021年 |
| 月份                      | 1月                       | 2月                       | 3月                       | 4月                       | 5月                       | 6月                       | 7月                       | 8月                       | 9月                       | 10月                      | 11月                      | 12月                      | 全年                      |
| ------------------------- | ------------------------- | ------------------------- | ------------------------- | ------------------------- | ------------------------- | ------------------------- | ------------------------- | ------------------------- | ------------------------- | ------------------------- | ------------------------- | ------------------------- | ------------------------- |
| 历史最高温 °C（°F）       | 18.8 (65.8)               | 19.5 (67.1)               | 22.2 (72.0)               | 25.4 (77.7)               | 27.8 (82.0)               | 32.8 (91.0)               | 36.8 (98.2)               | 35.2 (95.4)               | 29.7 (85.5)               | 27.6 (81.7)               | 22.3 (72.1)               | 16.8 (62.2)               | 36.8 (98.2)               |
| 平均高温 °C（°F）         | 4.9 (40.8)                | 5.8 (42.4)                | 8.9 (48.0)                | 11.6 (52.9)               | 15.9 (60.6)               | 19.4 (66.9)               | 22.1 (71.8)               | 21.7 (71.1)               | 18.1 (64.6)               | 14.1 (57.4)               | 8.3 (46.9)                | 5.6 (42.1)                | 13 (55)                   |
| 日均气温 °C（°F）         | 1.7 (35.1)                | 2.2 (36.0)                | 4.8 (40.6)                | 7.1 (44.8)                | 11.1 (52.0)               | 14.4 (57.9)               | 16.8 (62.2)               | 16.6 (61.9)               | 13.4 (56.1)               | 10.1 (50.2)               | 5 (41)                    | 2.5 (36.5)                | 8.8 (47.8)                |
| 平均低温 °C（°F）         | −1.6 (29.1)               | −1.5 (29.3)               | 0.7 (33.3)                | 2.6 (36.7)                | 6.4 (43.5)                | 9.5 (49.1)                | 11.6 (52.9)               | 11.5 (52.7)               | 8.7 (47.7)                | 6 (43)                    | 1.6 (34.9)                | −0.7 (30.7)               | 4.6 (40.3)                |
| 历史最低温 °C（°F）       | −13 (9)                   | −17 (1)                   | −17.7 (0.1)               | −6.1 (21.0)               | −0.9 (30.4)               | 2 (36)                    | 4 (39)                    | 3.3 (37.9)                | −0.3 (31.5)               | −6 (21)                   | −8.1 (17.4)               | −13.5 (7.7)               | −17.7 (0.1)               |
| 平均降水量 mm（）         | 80.4 (3.17)               | 69.6 (2.74)               | 77.7 (3.06)               | 99.8 (3.93)               | 118.9 (4.68)              | 102.6 (4.04)              | 84.8 (3.34)               | 91.9 (3.62)               | 103 (4.1)                 | 101 (4.0)                 | 98.3 (3.87)               | 88.1 (3.47)               | 1,116.1 (43.94)           |
| 月均日照時數              | 88.9                      | 108.4                     | 161.4                     | 173.5                     | 197.9                     | 225.2                     | 249.2                     | 234.8                     | 185.4                     | 135.1                     | 84                        | 69.2                      | 1,913                     |
| 来源：infoclimat.fr       |                           |                           |                           |                           |                           |                           |                           |                           |                           |                           |                           |                           |                           |

## 行政区划
圣于连皮拉韦兹的市镇编号为63370，邮政编号为63820。
在行政管理方面，圣于连皮拉韦兹隶属于法国奥弗涅-罗讷-阿尔卑斯大区多姆山省伊苏瓦尔区；在地方选举方面，圣于连皮拉韦兹隶属于圣乌尔斯县，其市镇范围全境被划入多姆山省第二选区；在社会管理方面，圣于连皮拉韦兹是多姆-桑西-阿尔唐斯市镇公共社区的组成部分。
法国国家统计与经济研究所（简称）在进行数据统计时，未将圣于连皮拉韦兹划入任何城市核心区、城市区及城市辐射区（）内。此外，还将圣于连皮拉韦兹市镇整体看作一个“块区”（IRIS），以便于统计人口分布情况。

## 交通

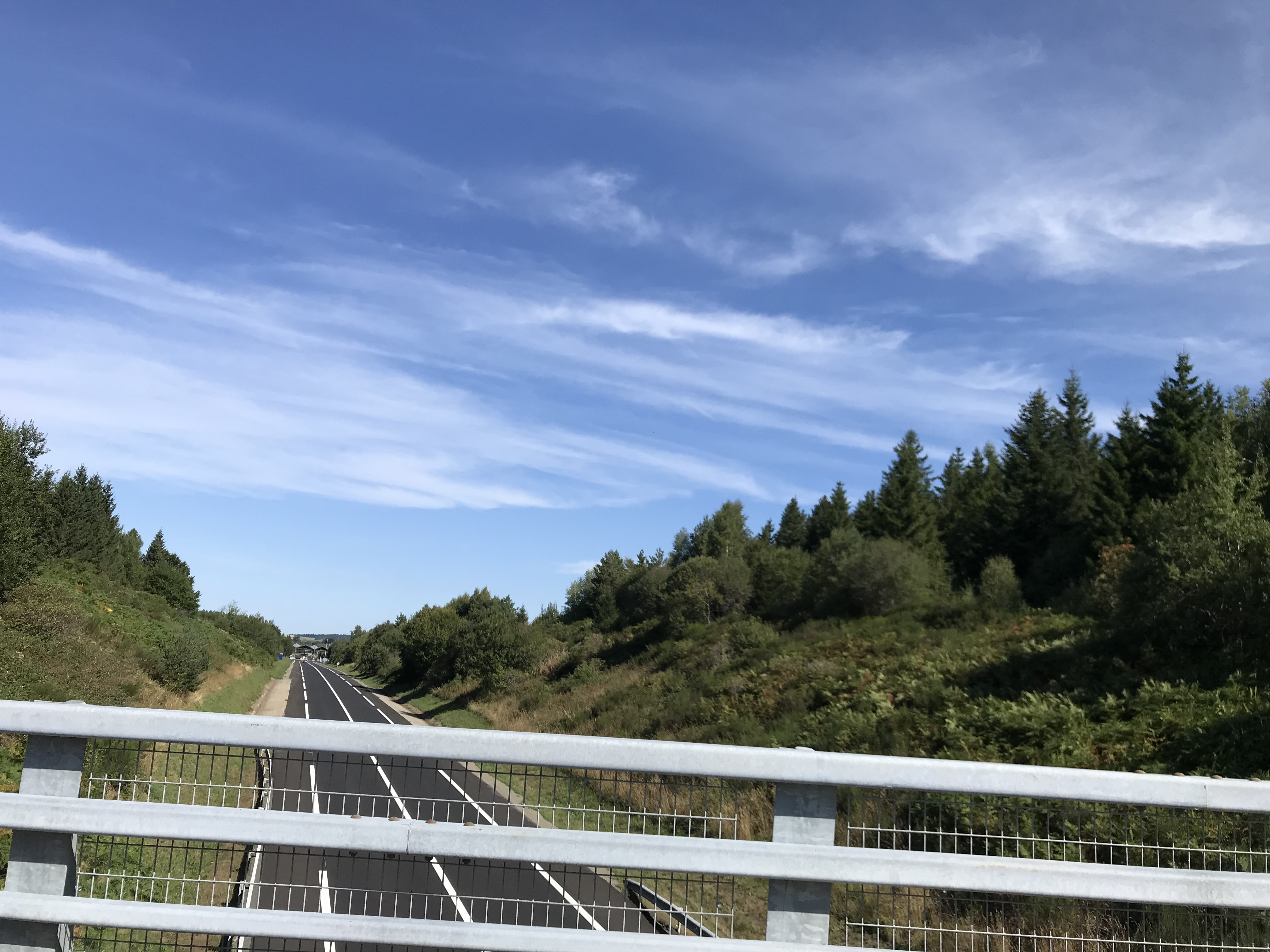
A89高速公路25号出入口

### 公路
A89高速公路经过圣于连皮拉韦兹，设有25号出入口连接镇中心；此外多姆山省省道D2089线及D61线、D82线、D98线在圣于连皮拉韦兹境内交汇，奥弗涅-罗讷-阿尔卑斯大区下属的城际客运提供巴士线路，可前往克莱蒙费朗、于塞勒、蒙多尔等地。
| 25 | 3.5 |

| 克莱蒙费朗 | 43 |

| 里永 | 71 |

| 拉斯蒂克堡 | 13 |

2018年，60.3%的圣于连皮拉韦兹家庭拥有至少一辆私人汽车。2018年，圣于连皮拉韦兹境内共发生各类交通事故1起，造成2人受伤。

### 铁路
拉克耶火车站位于圣于连皮拉韦兹境内，该站位于埃居朗德-梅尔利讷－克莱蒙费朗铁路和拉克耶－勒蒙多尔铁路的交汇处。该站已于2015年彻底关闭，其车站前方广场为大巴车停靠点。

### 航空
距离圣于连皮拉韦兹最近的民用航空站为克莱蒙机场，距离圣于连皮拉韦兹市中心的公路里程约53公里。

### 城市公共交通
截至2022年8月，圣于连皮拉韦兹暂无城市公共交通系统。

## 政治

### 市政内阁

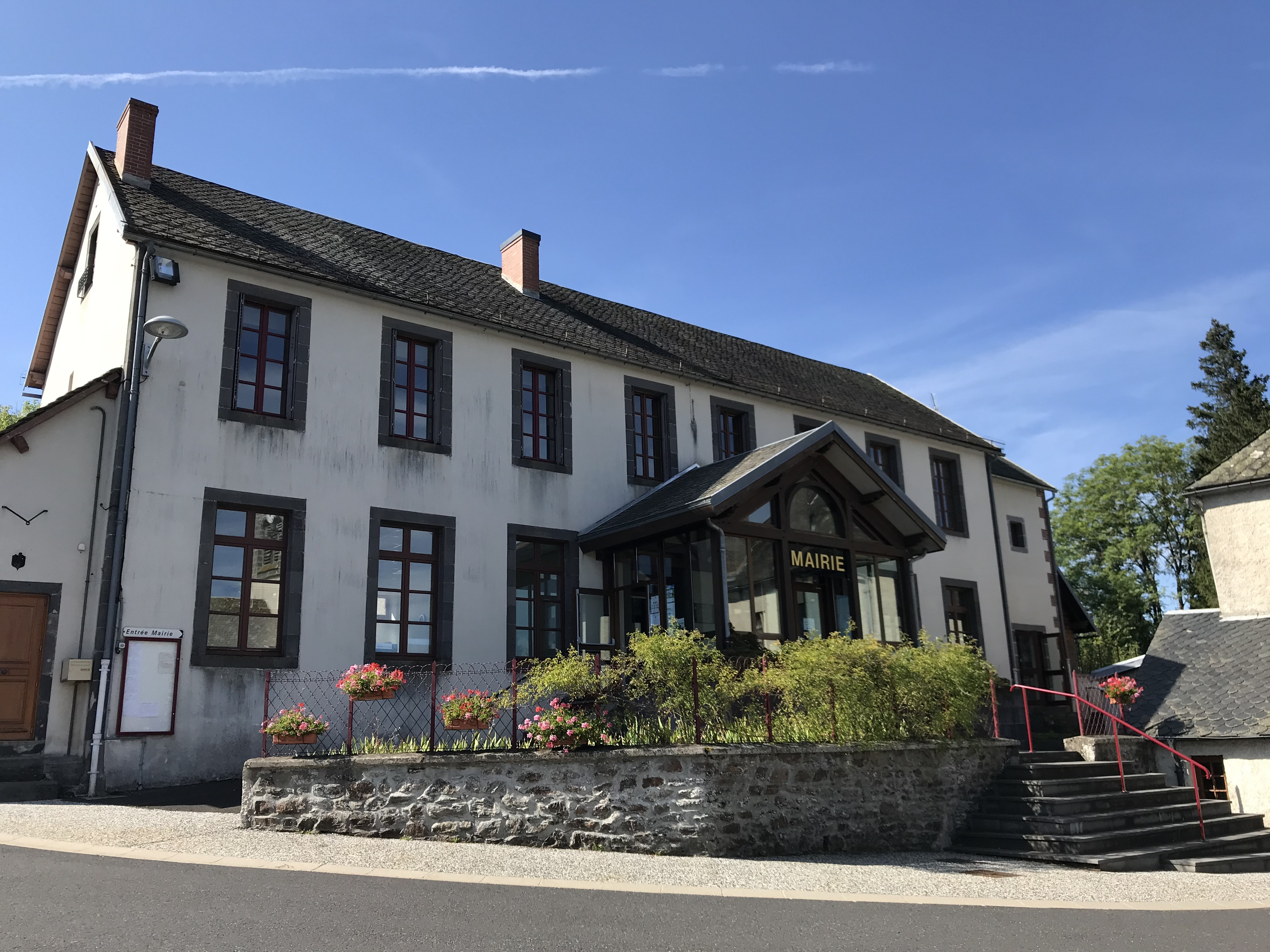
圣于连皮拉韦兹市政厅

圣于连皮拉韦兹的现任市长为伊夫·克拉马迪厄先生（Yves CLAMADIEU），他是一名无党派人士，在2020年的市政选举中获得了100%的支持率（无其他候选人）。
| 圣于连皮拉韦兹历届市长 | 圣于连皮拉韦兹历届市长           | 圣于连皮拉韦兹历届市长 |
| 任期                   | 市长                             | 党派                   |
| ---------------------- | -------------------------------- | ---------------------- |
| 1989年资料暂缺         |                                  |                        |
| 1989年－2012年         | Daniel BELLAIGUE 达尼埃尔·贝莱格 | PS社会党               |
| 2012年－               | Yves CLAMADIEU 伊夫·克拉马迪厄   | 無黨籍                 |

### 各级选举
| 圣于连皮拉韦兹历届投票选举结果 | 圣于连皮拉韦兹历届投票选举结果 | 圣于连皮拉韦兹历届投票选举结果 | 圣于连皮拉韦兹历届投票选举结果 | 圣于连皮拉韦兹历届投票选举结果  | 圣于连皮拉韦兹历届投票选举结果 | 圣于连皮拉韦兹历届投票选举结果 | 圣于连皮拉韦兹历届投票选举结果  | 圣于连皮拉韦兹历届投票选举结果 | 圣于连皮拉韦兹历届投票选举结果 |
| 选举项目                       | 选举范围                       | 选区单位                       | 选区单位内的选举结果           | 选区单位内的选举结果            | 选区单位内的选举结果           | 选区单位内的选举结果           | 选区单位内的选举结果            | 选区单位内的选举结果           | 参考资料                       |
| 选举项目                       | 选举范围                       | 选区单位                       | 第一轮胜出者                   | 第一轮胜出者                    | 支持率                         | 第二轮胜出者                   | 第二轮胜出者                    | 支持率                         | 参考资料                       |
| ------------------------------ | ------------------------------ | ------------------------------ | ------------------------------ | ------------------------------- | ------------------------------ | ------------------------------ | ------------------------------- | ------------------------------ | ------------------------------ |
| 2017年法國總統選舉             | 法國                           | 市镇                           |                                | 埃马纽埃尔·马克龙               | 25.21%                         |                                | 埃马纽埃尔·马克龙               | 56.89%                         | [ 13 ]                         |
| 2017年法国立法选举             | 多姆山省第二选区               | 市镇                           |                                | 莫昂·阿穆穆                     | 28.21%                         |                                | 克里斯蒂娜·皮雷斯·博纳          | 67.19%                         | [ 13 ]                         |
| 2019年欧洲议会选举             | 法國                           | 市镇                           |                                | 若尔当·巴尔代拉                 | 22.54%                         | （不适用）                     | （不适用）                      | （不适用）                     | [ 15 ]                         |
| 2021年法国省级选举             | 多姆山省                       | 县                             |                                | 奥德蕾·马尼比 塞德里克·鲁热奥尔 | 51.89%                         |                                | 奥德蕾·马尼比 塞德里克·鲁热奥尔 | 66.76%                         | [ 16 ]                         |
| 2021年法国省级选举             | 多姆山省                       | 市镇                           |                                | 奥德蕾·马尼比 塞德里克·鲁热奥尔 | 53.15%                         |                                | 奥德蕾·马尼比 塞德里克·鲁热奥尔 | 59.21%                         | [ 16 ]                         |
| 2021年法国大区选举             |                                | 市镇                           |                                | 洛朗·沃基耶                     | 61.49%                         |                                | 洛朗·沃基耶                     | 65.1%                          | [ 17 ]                         |
| 2022年法国总统选举             | 法國                           | 市镇                           |                                | 埃马纽埃尔·马克龙               | 29.67%                         |                                | 埃马纽埃尔·马克龙               | 58.53%                         | [ 13 ]                         |
| 2022年法国立法选举             | 多姆山省第二选区               | 市镇                           |                                | 克里斯蒂娜·皮雷斯·博纳          | 39.61%                         |                                | 克里斯蒂娜·皮雷斯·博纳          | 60.29%                         | [ 13 ]                         |

## 人口
2019年，圣于连皮拉韦兹市镇人口数量为365，在法国排名第19,762位。其中男性181人，女性184人，75岁及以上人口占10.8%，外籍人口数量为2人，人口密度为13人/平方公里，当地居民尚无官方称谓。2020年，圣于连皮拉韦兹境内出生1人，死亡人口2人。
| 圣于连皮拉韦兹1901年－2019年人口变化情况 |
|                                          |
| 数据来源：Cassini、INSEE                 |

## 经济
圣于连皮拉韦兹是一个普通市镇，农业是当地主要的经济支柱。截止2022年8月，圣于连皮拉韦兹市镇范围内共有各类用人单位（包含自雇）82家，与两年前持平。

## 财政与居民收入
2020年，圣于连皮拉韦兹的财政收入总额为613,240欧元，财政支出总额为421,740欧元，当年的债务总额为717,160欧元。2021年，圣于连皮拉韦兹市镇共获得41,044欧元的国家财政补助，比上一年增加了0.05%。
2020年，圣于连皮拉韦兹的人均月收入总额为1,627欧元，低于法国平均水平（2,303欧元）。
2018年，圣于连皮拉韦兹境内的青壮年（15至64岁）失业率为5.0%，当地45.0%的家庭拥有纳税资格，平均纳税880欧元，低于法国平均水平（3,910欧元）。

## 社会事务

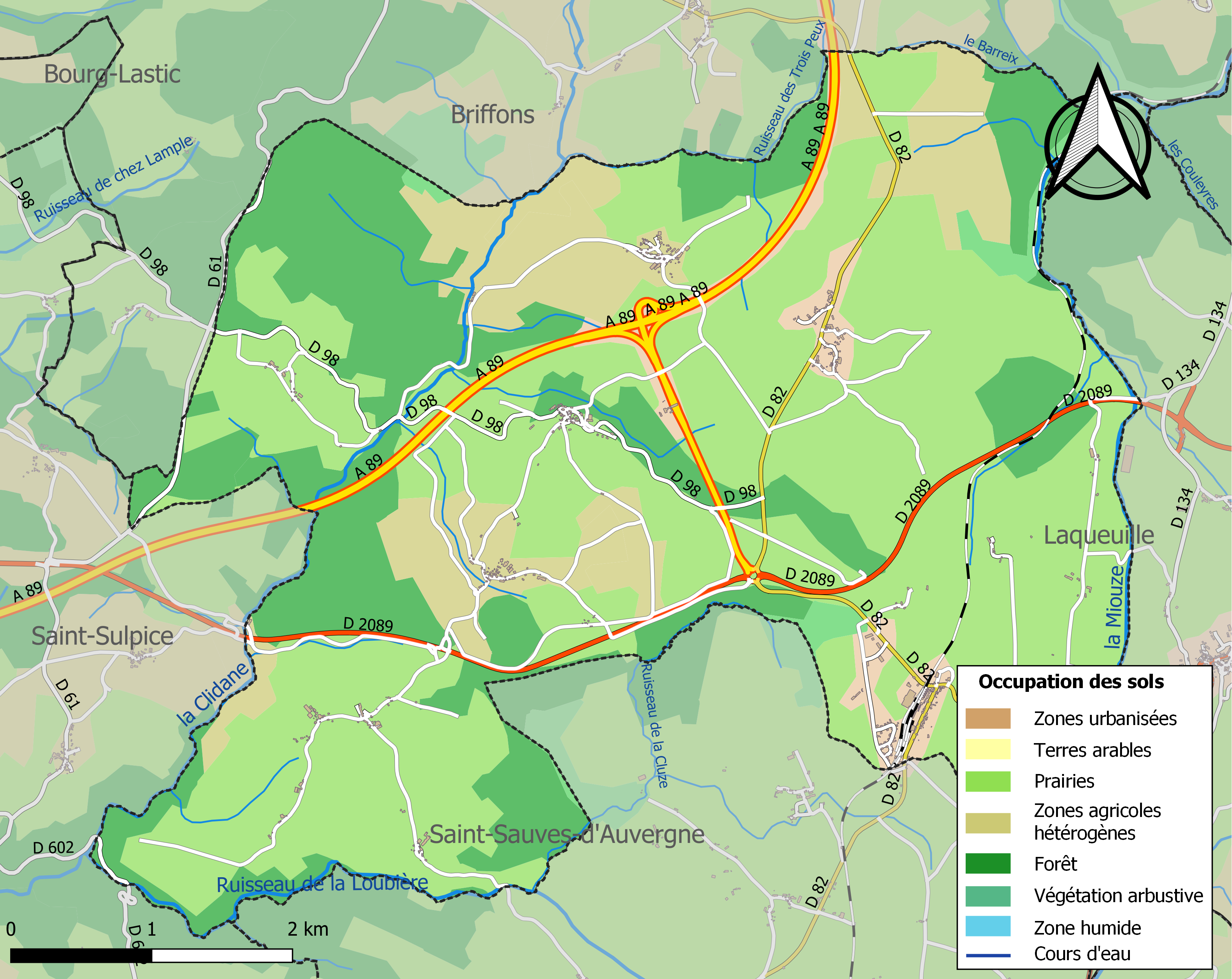
圣于连皮拉韦兹土地利用情况地图

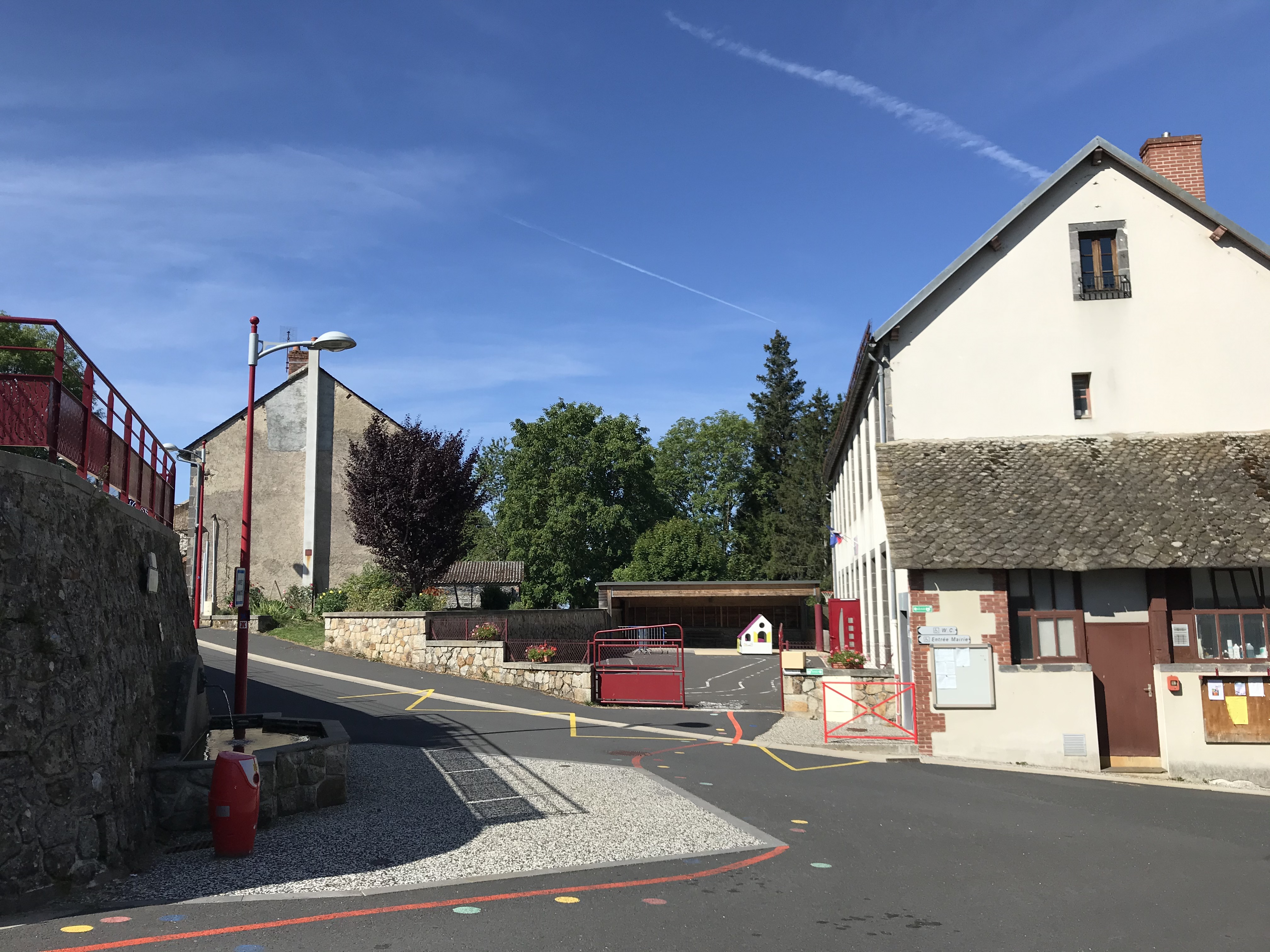
圣于连皮拉韦兹镇中心的小学

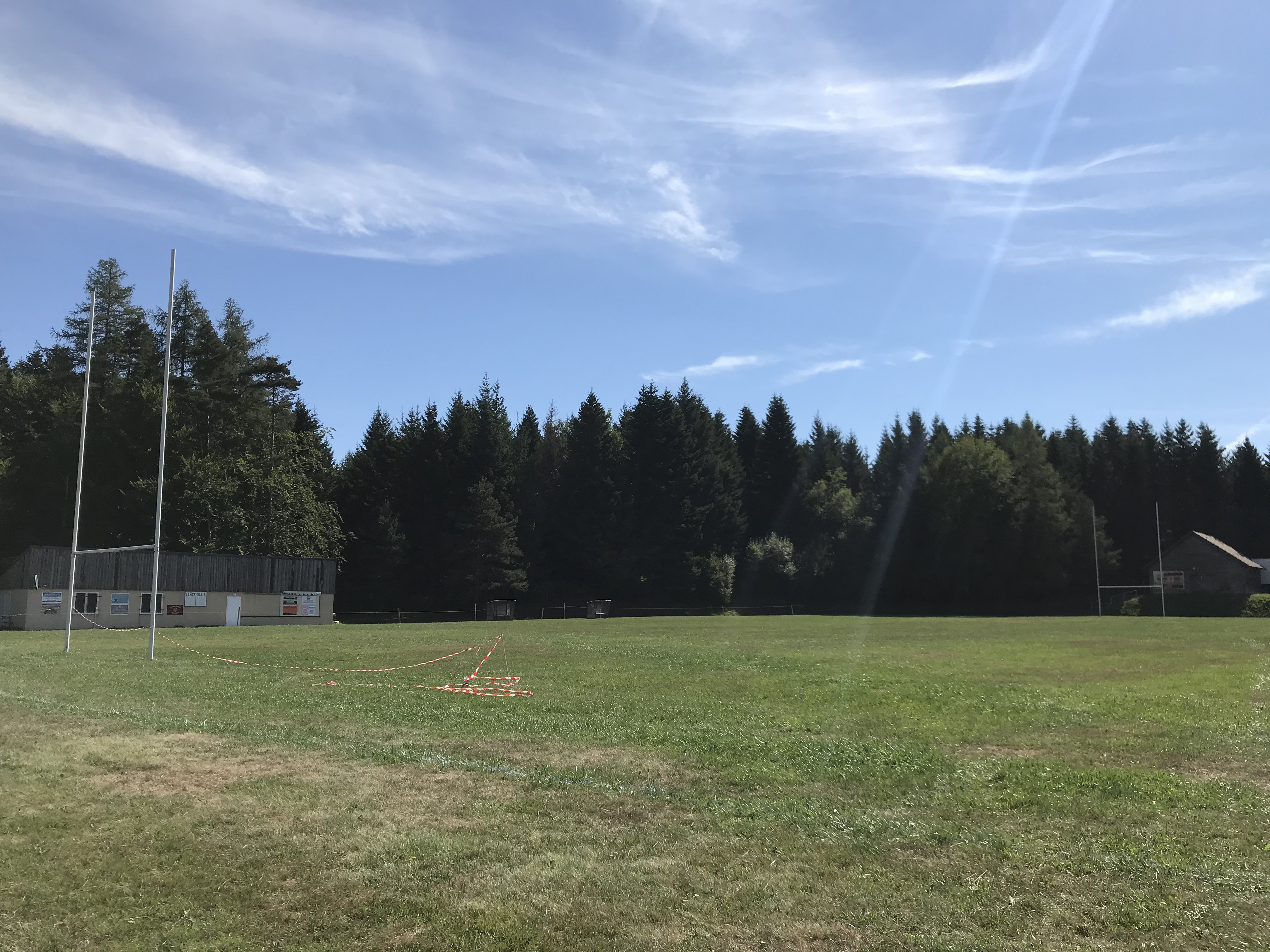
圣于连皮拉韦兹的一处橄榄球场

### 教育
圣于连皮拉韦兹属于克莱蒙费朗学区。截止2020年1月1日，圣于连皮拉韦兹境内有1所小学。

### 医疗
截止2020年1月1日，圣于连皮拉韦兹境内暂无任何医疗机构及从业人员。
距离圣于连皮拉韦兹最近的区域性医疗机构为“勒蒙多尔中心医院”（Centre Hospitalier du Mont-Dore），其主病区位于蒙多尔，距离圣于连皮拉韦兹市区的正常车程约23分钟，该院设有床位217个，是当地规模最大的公立综合性医院。

### 住房
2018年，圣于连皮拉韦兹境内共有各类住房257套，其中83.3%为独立式居民区，15.2%为集中式居民区。常住房屋占圣于连皮拉韦兹市镇范围内居民建筑总量的66.9%。
在住房保障政策方面，2020年，圣于连皮拉韦兹境内共有8户家庭获得了住房经济补助，受益人数占总人口数量的2.2%，其中9份为房租补助。

### 商业
2019年，圣于连皮拉韦兹境内共有各类实体商铺9家，其中餐厅2家、汽车维修店3家。

### 体育
2020年，圣于连皮拉韦兹境内有1处足球或橄榄球场。
截至2022年8月，圣于连皮拉韦兹境内暂无注册足球俱乐部。

### 环境
圣于连皮拉韦兹的环境事务由其所属的多姆-桑西-阿尔唐斯市镇公共社区联合各级政府协调负责。2019年，圣于连皮拉韦兹境内暂无污染企业。

### 治安
圣于连皮拉韦兹及其附近的共145个市镇是伊苏瓦尔国家宪兵队（zone gendarmerie de Issoire）的管辖范围。2020年，该宪兵队累计记录各类案件2,229起，其中盗窃类案件1,104起，经济类案件395起，毒品交易类案件108起。

## 文化

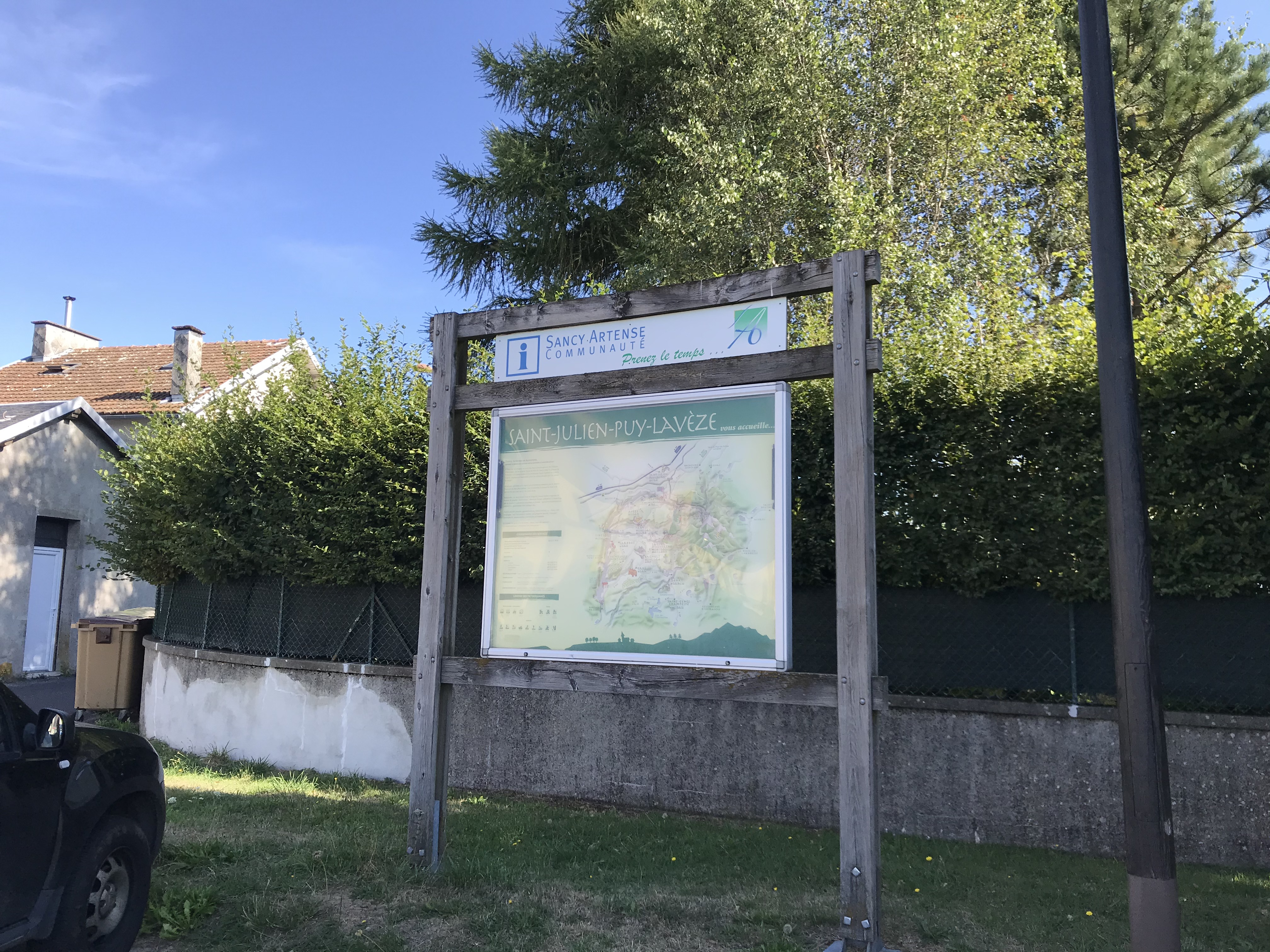
拉克耶火车站前方的圣于连皮拉韦兹游览地图

2020年，圣于连皮拉韦兹境内暂无任何文化设施。圣于连皮拉韦兹市政府提供多媒体中心，每周二至六向公众开放。

### 建筑
圣于连皮拉韦兹境内有多处历史建筑，其中镇中心的圣朱利安教堂（Église Saint Julien）是当地的地标性建筑物。

### 旅游
圣于连皮拉韦兹的旅游事务由其所属的多姆-桑西-阿尔唐斯市镇公共社区负责。2021年，圣于连皮拉韦兹境内暂无任何游客接待设施。

### 媒体
法国主要的媒体均可在圣于连皮拉韦兹接收，法国电视三台下属的奥弗涅-罗讷-阿尔卑斯大区频道在部分时段播出圣于连皮拉韦兹所属区域的地方新闻。《山地报》、蓝色法兰西奥弗涅地区广播、Scoop广播等是当地主要的地方性媒体。

## 友好城市
截至2022年8月，圣于连皮拉韦兹暂未建立任何友好城市关系。